# Picada de abelha
A picada de abelha é uma lesão causada pelo ferrão de uma abelha fêmea. Os sintomas incluem dor aguda seguida de vermelhidão, inchaço e comichão. No dia seguinte, pode formar-se uma bolha e a área de vermelhidão pode expandir-se ao longo de 3 dias. A recuperação costuma ocorrer ao longo de horas a alguns dias. Em mais de 90% ocorre apenas uma reação local; enquanto em até 9% dos casos ocorrem sintomas generalizados. As complicações podem incluir anafilaxia. A infecção bacteriana secundária é rara.
As abelhas melíferas geralmente só picam quando ameaçadas, enquanto a abelha africanizada pode picar sem provocação. Geralmente uma abelha só consegue picar uma vez. Trata-se de um tipo de picada por himenópteros, grupo que inclui também vespas, vespões e formigas-de-fogo. O diagnóstico baseia-se na história clínica dos acontecimentos.
A prevenção inclui o uso de repelentes como o DEET. O tratamento geralmente envolve a remoção do ferrão, administração deanalgésicos simples, aplicação de frio e uso de anti-histamínicos. A remoção do ferrão é mais eficaz quando feita por raspagem com um objeto rígido, como um cartão de crédito. Em casos de reações graves, pode ser necessária a administração de adrenalina ou corticosteróides. Em pessoas com histórico de reações graves, pode recorrer-se à imunoterapia com veneno.
As picadas de abelha são relativamente comuns. As crianças são mais frequentemente afetadas do que os adultos. Nos Estados Unidos, registam-se menos de 100 mortes por ano devido a picadas de abelhas, vespas e vespões, das quais cerca de 80% ocorrem em indivíduos do sexo masculino. As picadas de abelha foram utilizadas por Hipócrates por volta de 400 a.C., com alegados fins terapêuticos.